# Сора (Италия)
Сора (итал. Sora) — коммуна в Италии, располагается в регионе Лацио, в провинции Фрозиноне (Латинская долина).
Население составляет 26 434 человека (2008 г.), плотность населения составляет 368 чел./км². Занимает площадь 72 км². Почтовый индекс — 3039. Телефонный код — 0776.
Покровительницей коммуны почитается святая Реститута Сорская, празднование 27 мая.

## Демография
Динамика населения:

## Администрация коммуны
- Официальный сайт: http://www.comune.sora.fr.it/

## История
См.: Сора (герцогство), Реститута Сорская